# Ludwik Bałos
Ludwik Bałos (ur. 9 lutego 1897 w Grzechyni, zm. 17 lipca 1990) – pułkownik Wojska Polskiego.

## Życiorys
Ludwik Bałos ukończył Gimnazjum im. Marcina Wadowity w Wadowicach. Po wybuchu I wojny światowej zgłosił się jako ochotnik do Legionów Polskich, został jednak wcielony do armii austriackiej. Walczył na frontach rosyjskim i włoskim. 21 listopada 1918 roku wstąpił jako ochotnik do 12 pułku piechoty, w stopniu kaprala. Awansowany do stopnia plutonowego w marcu 1919 roku, został dowódcą kompanii. 15 stycznia 1920 roku przeniesiono go do 81 pułku Strzelców Grodzieńskich im. króla Stefana Batorego, 1 kwietnia tegoż roku otrzymał promocję do stopnia podporucznika. Wziął udział w Bitwie Warszawskiej.
W listopadzie 1924 został przydzielony z 81 pp do Oddziału Ogólnego Sztabu Dowództwa Okręgu Korpusu Nr III w Grodnie na stanowisko referenta. 12 kwietnia 1927 roku został awansowany do stopnia kapitana ze starszeństwem z dniem 1 stycznia 1927 roku i 134. lokatą w korpusie oficerów piechoty. W 1931 roku został przeniesiony do Korpusu Ochrony Pogranicza i skierowany do dowództwa Brygady KOP „Grodno”. Następnie przeniesiono go do batalionu KOP „Orany”, co zostało zatwierdzone rozkazem Dowództwa KOP-u nr 20 z dnia 8 maja 1931 roku. W latach 1933–1934 odbywał kursy w Centrum Wyszkolenia Piechoty w Rembertowie. W 1935 roku został przeniesiony z KOP do 16 pułku piechoty w Tarnowie. Na stopień majora został awansowany ze starszeństwem z dniem 19 marca 1937 i 60. lokatą w korpusie oficerów piechoty. W 1939 roku pełnił funkcję komendanta kursów podchorążych rezerwy w 6 Dywizji Piechoty. Bezpośrednio przed agresją niemiecką objął dowodzenie I batalionu 20 pułku piechoty Ziemi Krakowskiej.
1 i 2 września 1939 roku uczestniczył w walkach pod Pszczyną i Ćwiklicami, organizując odwrót rozbitego 20. pułku i jego przeprawę przez Przemszę 3 września. W dniach 7 i 8 września uczestniczył w bitwie w obronie przeprawy przez Dunajec w Biskupicach Radłowskich. Po wydostaniu się z okrążenia uczestniczył w dalszych walkach aż do kapitulacji 21 września. Dostał się do niewoli niemieckiej, wojną spędzając w Oflagu XI B Braunschweig oraz II C Woldenberg.
1 lipca 1945 roku został przyjęty do ludowego Wojska Polskiego i wyznaczony na stanowisko wykładowcy, a następnie zastępcy komendanta Oficerskiej Szkoły Piechoty nr 1 w Krakowie. Od 1 września 1945 roku w stopniu podpułkownika pełnił służbę w Wydziale Wojsk Ochrony Pogranicza przy Dowództwie Okręgu Wojskowego Nr V w Krakowie. Od sierpnia 1946 roku dowodził 9 Krakowskim Oddziałem WOP w Krakowie, a od 1 września 1947 roku 32 Budziszyńskim pułkiem piechoty. Od 21 stycznia 1948 roku do 1 listopada 1949 roku był szefem wydziału w Dowództwie Okręgu Wojskowego Nr V w Krakowie. W kolejnych opiniach służbowych zarzucano mu między innymi formalny stosunek do władzy ludowej i ZSRR oraz brak politycznej aktywności. Odnotowano także, że został usunięty z PZPR za „przeszłość w KOP, niezwiązanie z partią i obcość ideologiczną”. W lutym 1950 roku został przeniesiony w stan spoczynku.
Na emeryturze zaangażował się w działalność kombatancką, odtwarzając dziennik bojowy 20 pułku oraz publikując artykuły upowszechniające wiedzę na temat działań pułku w kampanii wrześniowej, między innymi w „Dzienniku Polskim”. W 1976 roku przekazał swoją szablę oficerską w miejsce skradzionej z Wieńca Wojska Polskiego przy sarkofagu Józefa Piłsudskiego w krypcie pod Wieżą Srebrnych Dzwonów. W 1979 roku został awansowany do stopnia pułkownika. Zmarł w 1990 roku.

## Ordery i odznaczenia
- Krzyż Srebrny Orderu Wojskowego Virtuti Militari (1948) za kampanię wrześniową 1939 roku
- Krzyż Oficerski Orderu Odrodzenia Polski (1979)
- Krzyż Walecznych „za czyny męstwa i odwagi wykazane w bojach toczonych w latach 1918–1921”
- Srebrny Krzyż Zasługi (14 października 1934)[4]